# 有川製薬
有川製薬株式会社（ありかわせいやく）は滋賀県彦根市鳥居本町にある製薬メーカー。害虫駆除事業も併営。

## 沿革
- 1658年（万治元年）に有川市郎兵衛が中山道鳥居本宿で薬草数種を配合した健胃薬「赤玉神教丸（あかだましんきょうがん）」を道中の旅人に売り出したのが始まりとされる。次第に効能等が評価され街道随一の寿老人が目印の妙薬と評判を得るようになっていった。皇族・将軍家・諸大名にもしばしば献上されており、1814年（文化11年）刊行の『近江名所図鑑』（浪華書林）には十返舎一九の詠んだ歌「くれなひの花にいみじくおく露も薬にならひ赤玉といふ」が店頭の商売を描いた図と共に掲載されている。

## 商品
- 赤玉神教丸（元祖本舗　江州鳥居本驛 ） ← 商品にはこのように明記されている。多賀神社の神教によって調製したことが始まりといわれる[1]。
- 有川教神丸
- 宮川六神丸
- 有川七爽茶

## その他
- 鵜川氏と名乗っていたが、有栖川宮に長年利用されたことから、1823年に「有川」の姓を賜る[1]。
- 1878年（明治11年）には有川家邸宅が明治天皇の東海・北陸巡幸の際の御小休止所となった。
- 邸宅内の御門・奥庭は滋賀県指定史跡。
- 2012年、有川家住宅（主屋など5棟）が国の重要文化財に指定[2]。
- 2015年2月、鳥取市の旧家に長く蔵されてきた江戸時代後期の藁苞の中に、神教丸が当時の状態で残っているのが確認されたと報じられた[3]。